# قديد الخنزير
القَدِيد أو قديد الخنزير أو لحم الخنزير المقدد (بالإنجليزية: Bacon) (نقحرة: باكون أو بيكون) هو نوع من قطع لحم الخنزير المأخوذ من جانب، ظهر أو بطن الخنزير وقد يكون معتق و/أو مدخن. لحوم من حيوانات أخرى قد تعتق أو تحضر بطريقة أخرى لتشابه قديد الخنزير بالشكل خاصة قديد الدجاج والعنز والديك الرومي. يمكن أكل القديد مقلياً أو مطبوخاً أو مشوياً.